# Сулимовка (Яготинский район)
Сули́мовка (укр. Сулимівка) — село, входит в Яготинский район Киевской области Украины.
Население по переписи 2001 года составляло 899 человек. Почтовый индекс — 07722. Телефонный код — 4575. Занимает площадь 30,6 км². Код КОАТУУ — 3225587201.

## Местный совет
07722, Київська обл., Яготинський р-н, с. Сулимівка, вул. Кравченка,122, тел. 37-3-32; 37-3-72  (укр.)

## Известные жители и уроженцы
- Кравченко, Андрей Григорьевич (1899—1963) — советский военачальник, генерал-полковник танковых войск, дважды Герой Советского Союза.
- Примак, Степан Максимович (1927—2002) — Герой Социалистического Труда.